# Zekavice
Zekavice este un sat din comuna Pljevlja, Muntenegru. Conform datelor de la recensământul din 2003, localitatea are 121 de locuitori (la recensământul din 1991 erau 167 de locuitori).

## Demografie
În satul Zekavice locuiesc 97 de persoane adulte, iar vârsta medie a populației este de 44,0 de ani (40,0 la bărbați și 48,7 la femei). În localitate sunt 41 de gospodării, iar numărul mediu de membri în gospodărie este de 2,95.
Această localitate este populată majoritar de sârbi (conform recensământului din 2003).
|  |

| Demografie | Demografie | Demografie |
| An         | Locuitori  | Locuitori  |
| ---------- | ---------- | ---------- |
|            |            |            |
|            |            |            |
|            |            |            |
|            |            |            |
| 1948       | 222        |            |
| 1953       | 194        |            |
| 1961       | 210        |            |
| 1971       | 193        |            |
| 1981       | 206        |            |
| 1991       | 167        | 163        |
| 2003       | 121        | 121        |

| \| Componența etnică conform recensământului din 2003[2] \| Componența etnică conform recensământului din 2003[2] \| Componența etnică conform recensământului din 2003[2] \| Componența etnică conform recensământului din 2003[2] \| Componența etnică conform recensământului din 2003[2] \| \| ----------------------------------------------------- \| ----------------------------------------------------- \| ----------------------------------------------------- \| ----------------------------------------------------- \| ----------------------------------------------------- \| \| \| \| \| \| \| \| Sârbi \| Sârbi \| \| 97 \| 80,16% \| \| Muntenegreni \| Muntenegreni \| \| 12 \| 9,91% \| \| necunoscută \| necunoscută \| \| 0 \| 0% \| |              |  |    |        |
| Componența etnică conform recensământului din 2003 |              |  |    |        |
| |              |  |    |        |
| Sârbi | Sârbi        |  | 97 | 80,16% |
| Muntenegreni | Muntenegreni |  | 12 | 9,91%  |
| necunoscută | necunoscută  |  | 0  | 0%     |